# پال جرج
پال کلیفتون انتونی جرج (انگلیسی: Paul Clifton Anthony George؛ زادهٔ ۲ مهٔ ۱۹۹۰) ملقب به PG13 بازیکن بسکتبال اهل ایالات متحده آمریکا است.
جرج در درفت سال۲۰۱۰ در انتخاب دهم از دور اول توسط تیم ایندیانا پیسرز انتخاب شد. وی پیش از این به مدت دو سال در تیم بسکتبال دانشگاه ایالتی کالیفرنیا در فرزنو بازی می‌کرد.

## فعالیت حرفه‌ای در اتحادیه ملی بسکتبال

### ایندیانا پیسرز(۲۰۱۷–۲۰۱۰)

#### فصل ۱۱–۲۰۱۰
۱ ژوئیه ۲۰۱۰ و پس از درفت شدن توسط ایندیانا قراردادی دو ساله به ارزش ۳٫۹ میلیون دلار با تیم پیسرز امضا کرد. وی نخستین بازی خود در لیگ را در تاریخ ۲۷ اکتبر ۲۰۱۰ مقابل تیم سن آنتونیو اسپرز انجام داد. وی در آن مسابقه ۲۳ دقیقه بازی کرد و توانست ۴ امتیاز کسب کند. جورج این فصل را با میانگین ۷٫۸ امتیاز، ۳٫۷ ریباند و ۱٫۱ پاس منجر به امتیاز در هر بازی به پایان برد. در پایان فصل وی به عنوان یکی از بازیکنان «تیم دوم تازه‌واردان لیگ» انتخاب شد.
در ۳ فوریه ۲۰۱۲ جرج در مسابقه ای مقابل دالاس ماوریکس توانست ۳۰ امتیاز (شامل ۷ سه‌امتیازی)، ۹ ریباند، ۵ پاس منجربه امتیاز کسب کند. در پایان فصل جرج برای شرکت در «مسابقه اسلم دانک» و مسابقهٔ «ستارگان در حال پیشرفت» دعوت شد. او نتوانست در مسابقه اسلم‌دانک برنده شود.

#### فصل ۱۳–۲۰۱۲
جرج اولین تریپل-دابل خود را در مسابقه‌ای مقابل شارلوت بابکتس به دست‌آورد؛ وی توانست ۲۳ امتیاز، ۱۲ ریباند و ۱۲ پاس منجر به امتیاز را کسب کند. او برای نخستین بار موفق شد در بازی آل-استار حضور یابد. در این بازی او موفق شد ۱۷ امتیاز و ۳ ریباند را به ثبت برساند. در پایان فصل او به عنوان MIP لیگ یا بسکتبالیست دارای بیشترین پیشرفت در سال شناخته شد او همچنین به عنوان بازیکن تیم سوم لیگ انتخاب شد.

#### فصل ۱۵–۲۰۱۴: مصدومیت خارج از فصل
جرج به کمپ تمرینی تیم ملی آمریکا برای حضور در جام جهانی ۲۰۱۴ در اسپانیا دعوت شد. در یک دیدار نمایشی بین تیم ملی آمریکا سفید و تیم ملی آمریکا مشکی دچار مصدومیت جدی و شدیدی شد. بر اساس گزارش‌ها وی که برای دفاع توپ جیمز هاردن در تلاش بود، هنگام فرود پایش به نگه دارنده تخته برخورد کرد و شکست. این بازیکن بعد از اینکه پانزده دقیقه روی زمین درد کشید، با پای آتل بسته به یکی از بیمارستان‌های لاس وگاس منتقل شد.

### اکلاهما سیتی تاندر(۲۰۱۹–۲۰۱۷)
در ۶جولای ۲۰۱۷، پال جرج در ازای ویکتور اولادیپو و دومانتاس سابونیس به اوکلاهاما سیتی ترید شد. دو فصل حضور جرج در اکلاهاما، همبازی شدن با راسل وستبروک و کارملو آنتونی، دو بار حضور در مرحلهٔ حذفی و هر دوبار حذف در مرحله اول پلی آف.

### لس آنجلس کلیپرز(۲۰۱۹ تا حال حاضر)

#### فصل ۲۰–۲۰۱۹
ابتدای ژوئیه ۲۰۱۹ جرج درخواست ترید خود را با مدیران تاندر در میان گذاشت. اوکِی‌سی نیز ترجیح داد جرج را در یک معامله خوب ترید کند تا آنکه در طول فصل یک ستاره ناراضی در ترکیب خود داشته باشد. در تاریخ ۱۰ ژوئیه ۲۰۱۹ کلیپرز چهار پیک تضمین نشده راند اول، یک پیک تضمین شده راند اول و دو تعویض پیک را همراه با شای گیلجس-الکساندر و دنیلو گالیناری را به ازای به دست آوردن بازیکنی که کووای لنارد خواستار بازی در کنارش بود را به اوکلاهاما فرستاد. در واقع پی جی۱۳ پیش شرط حضور لنارد در کلیپرز بود!!! انتقال انجام شد ولی خبر بد این بود جرج یازده بازی ابتدایی فصل را بخاطر طول درمان جراحی در ناحیه شانه خود از دست داد. او در اولین بازی در باخت ۱۳۲–۱۲۷ به پلیکان‌ها ۳۳ امتیاز کسب کرد. ۱۳ دسامبر ۲۰۱۹ در بیست و هفتمین بازی از فصل برابر گرگهای مینه سوتا زوج کووای - جرج به اولین زوج ۴۰+ امتیازی تاریخ کلیپرز تبدیل شد.

#### فصل ۲۱–۲۰۲۰
بدنبال ناکامی‌های پلی آف ۲۰۲۰ داک ریورز جای خودش را به دستیار جوان ۴۳ ساله خود تایرون لو داد تا او که سابقه قهرمانی با کاوالیرز را در مقام سرمربی داشت شخصیت قهرمانی را در تیمی که هیچوقت قهرمان ان بی ای نشده بود به‌وجود بیاورد. تیم در پایان فصل پس از یوتا، سانز و دنور در رتبه ۴ کنفرانس ایستاد و جرج با میانگین ۲۳٫۳ به پلی آف رفت. در مرحله حذفی و پس از پشت سر گذاشتن دالاس ماوریکس و یوتا جاز در فینال کنفرانس در جدال با فینیکس سانز و تحت الشعاع مصدومیت کووای لنارد کلیپرز قهرمانی کنفرانس را علیرغم شایستگی از دست داد هر چند جرج رکورد عجیب و دست نیافتنی ۱۹ بازی متوالی با ۲۰+ امتیاز را از خود به‌جای گذاشت. او همچنین آمار +۴۰ امتیاز +۱۰ ریباند و +۵ پاس گل به همراه +۷۵ درصد اقدام موفق در یک بازی (بازی ۶ از سری کلیپرز-سانز) را ثبت کرد تا در کنار پاتریک اوینگ تنها بازیکنانی باشند که به این آمار دست یافته‌اند.